# 평화산업
평화산업(平和産業)은 대한민국의 자동차 부품 산업체이다.

## 연혁
- 1950 .10 회사 창립 - 평화고무공업사
- 1975 .08 법인체로 전환 (평화산업주식회사)
- 1976 .08 국가산업발전기여 대통령 표창 수상
- 1976 .10 일본 NOK와 기술제휴 (OIL SEAL)
- 1977 .02 일본 NOK사 합작사 설립(평화오일씰공업주식회사)
- 1978 .05 국방부 군수업체 지정
- 1985 .09 평화기공㈜ 설립 (프레스, 절삭, 다이캐스킹 제조 및 판매)
- 1986 .03 평화산업(주) 기업공개 (상장)
- 1987 .05 개발연구소 설립 (연구분야 - 화공)
- 1987 .12 달성공단으로 본사 및 공장이전
- 1989 .03 철탑 산업훈장 수상
- 1993 .07 평화CMB 주식회사 설립 (배합고무 제조 및 판매)
- 1994 .11 산업표준화대상 수상
- 1994 .12 ISO 9001인증 획득
- 1995 .11 품질경영상 수상
- 1996 .11 금탑산업훈장 수상
- 1997 .04 제7회 경제정의기업상 수상
- 1998 .07 QS 9000인증 획득
- 1998 .11 독일 Vibracoustic사 , 일본NOK 자본참여 및 기술제휴
- 1999 .12 100PPM 품질인증 획득
- 2000 .05 국방품질경영시스템인증 획득
- 2002 .03 신 기술연구소 설립
- 2002 .09 ISO/TS 16949인증 획득
- 2003 .02 천진평화기차배건 유한공사 설립
- 2003 .04 천진평화기공기차부건 유한공사 설립
- 2003 .09 신 노사문화 우수기업 인증
- 2004 .03 산업포장 수훈
- 2004 .07 주식회사엠디티 설립
- 2004 .10 (주)평화이엔지 설립 (평화기공(주)에서 분리)
- 2004 .11 7천만불 수출의 탑 수상
- 2005 .09 천진평화화공 유한공사 설립
- 2005 .09 주식회사센서벨리 설립
- 2005 .10 천진건양금속배건 유한공사 설립
- 2005 .11 1억불 수출의 탑 수상
- 2006 .02 평화인도법인회사설립 (Pyung hwa India Private Limited)
- 2006 .05 회사분할 (신설법인: 평화산업㈜, 존속법인: 평화홀딩스(주))
- 2006 .10 중국강제성인증(CCC) 획득
- 2008 .01 지식경제부 지정 부품소재전문기업 선정
- 2008 .05 회사분할 (신설법인: ㈜파브코, 존속법인: 평화산업(주))

## 정치테마주
생산시설이 김문수 장관의 고향 경상북도 영천에 있다는 이유로 김 장관 테마주로 분류되어 있다.